# Roedolf Povarnitsyn
Roedolf Pavlovitsj Povarnitsyn (Russisch: Рудо́льф Па́влович Поварни́цын) (Votkinsk, 12 juni 1962) is een voormalige Sovjet-Russische hoogspringer die eerst de Sovjet-Unie en later Oekraïne vertegenwoordigde. Hij behoorde tot de beste hoogspringers ter wereld. Hij nam eenmaal deel aan de Olympische Spelen, wat hem een bronzen medaille opleverde. 

## Loopbaan
Het veroveren van brons op de Olympische Spelen van Seoel in 1988 was zijn beste internationale prestatie. Met een beste poging van 2,36 m eindigde hij achter zijn landgenoot Gennadi Avdejenko (2,38) en de Amerikaan Hollis Conway (2,36). Zijn persoonlijk record van 2,40 behaalde hij op 11 augustus 1985 en was tot 4 september 1985 een wereldrecord, toen het verbroken werd door Igor Paklin, die 1 cm hoger sprong.

## Titels
- Russisch kampioen hoogspringen - 1989

## Persoonlijk record
| Onderdeel    | Prestatie | Datum            | Plaats  |
| ------------ | --------- | ---------------- | ------- |
| hoogspringen | 2,40 m    | 11 augustus 1985 | Donetsk |

## Palmares

### hoogspringen
- 1988:  Grand Prix - 2,27 m
- 1988:  OS - 2,36 m
- 1989:  Europacup - 2,32 m
- 1989:  Universiade - 2,31 m